# Fancott
 (février 2025).
Si vous disposez d'ouvrages ou d'articles de référence ou si vous connaissez des sites web de qualité traitant du thème abordé ici, merci de compléter l'article en donnant les références utiles à sa vérifiabilité et en les liant à la section « Notes et références ».
Fancott, est un hameau anglais du Central Bedfordshire. Lors du recensement de 2011, la population du hameau a été incluse dans la paroisse civile de Chalgrave.